# Przecław Bachorza z Osięcin
Przecław Bachorza z Osięcin (zm. między 1303 a 1305 r.) – kasztelan włocławski i brzeski od 1288 r. do śmierci.

## Życiorys
Pochodził z osięcińskiej linii Pomianów. Przydomek Bachorza przybrali od kanału, będącego dopływem Zgłowiączki. Ród używał go do XV wieku. Jego nieznany z imienia ojciec jest wymieniany w dokumencie z 1246 r. jako giermek księcia kujawskiego Kazimierza Konradowica. Ojciec Przecława był prawdopodobnie pierwszym znanym właścicielem Osięcin.
W 1282 r. książę brzeski Władysław Łokietek mianował Przecława sędzią w Brześciu. Między 1282 a 13 czerwca 1288 r. został kasztelanem włocławskim. Zastąpił na tym stanowisku Krystyna, który przeszedł na kasztelanię w Kruszwicy. Jako kasztelan włocławski Bachorza występuje w dwóch dokumentach z 1293 i 1293 roku. Po tym czasie kasztelania została przeniesiona do Brześcia, gdzie Bachorza pozostał do końca życia. Występuje wielokrotnie jako świadek dyplomów Władysława Łokietka.
W 1295 r. jego syn Ubysław dostał się do niewoli w czasie napadu litewskiego na Kujawy. Przecław wykupił go za 100 grzywien, które uzyskał sprzedając wieś Silno biskupowi włocławskiemu Wisławowi. W drodze do Torunia, gdzie odbyła się transkacja, towarzyszył Bachorze kapelan Trzebowit (Tebovico) z Osięcin. Jest to najstarsza wzmianka o istnieniu Kościoła w Osięcinach.
W 1300 r. brał udział w nieudanej obronie Brześcia przed wyprawą wojenną króla czeskiego Wacława II. Do przełomu 1301 i 1302 roku Kujawy były okupowane przez sprzymierzonych z Czechami Krzyżaków, a władzę w Brześciu objął komtur Jan Sas. Następnie Przecław, podobnie jak inni urzędnicy z Kujaw uznali władzę Wacława II, co było warunkiem oddania im urzędów. Po raz ostatni pojawia się na dokumencie czeskiego starosty Kujaw i Pomorza Tassa z Vizmburka z 25 stycznia 1303 roku. Podczas antyczeskiego powstania na Kujawach w latach 1305-06 kasztelanem brzeskim był już Berwold (Berold) z Przewłok.
Przecław Bachorza miał trzech synów: Ubysława, Jałbrzyka i Rozdziała. Ubysław był kasztelanem brzeskim w latach 1307-1326, zaś Rozdział podkomorzym brzeskim w latach 1307-1330. Ubysław i Jałbrzyk uczestniczyli w antyczeskim powstaniu. Urzędy, którymi obdarzono synów Przecława po powrocie do władzy księcia Łokietka świadczą o tym, że Bachorzowie pozostawali z nim w dobrych stosunkach, a władzę księcia Wacława uznali jedynie z konieczności. Bachorzowie otrzymali także liczne dobra ziemskie. Na przełomie XIV i XV wieku potomkowie Przecława posiadali ponad 10 wsi na terenie parafii w Osięcinach i Dąbiu a także na ziemi sieradzkiej. Były to Osięciny, Dąbie, Bełszewo, Torzewo, Sadłóg, Jarantowice, Jądrowice, Stok, Smólsk, Niewiesz, Biernacice, Iwonie i Boczki. Same Osięciny podzielono między trzech synów Przecława. Podział ten utrzymał się przez kolejne 300 lat.